# Minas de Llano Verde
Minas de Llano Verde är en ort i Mexiko.   Den ligger i kommunen San Jerónimo Sosola och delstaten Oaxaca, i den sydöstra delen av landet, 300 km sydost om huvudstaden Mexico City. Minas de Llano Verde ligger 2 131 meter över havet och antalet invånare är 102.
Terrängen runt Minas de Llano Verde är lite kuperad. Runt Minas de Llano Verde är det ganska glesbefolkat, med 43 invånare per kvadratkilometer. Närmaste större samhälle är San Francisco Telixtlahuaca, 18,7 km öster om Minas de Llano Verde. I omgivningarna runt Minas de Llano Verde växer huvudsakligen savannskog.